# الارتفاع التقويمي

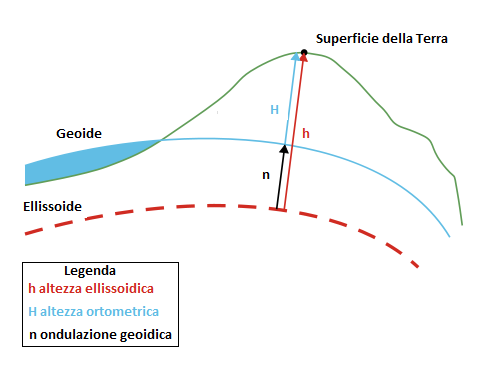

الارتفاع التقويمي هو المسافة الرأسية H على طول خط السباكة من نقطة اهتمام إلى سطح مرجعي يعرف باسم المجسم الأرضي (بالإنجليزية geoid)، المسند العمودي الذي يقترب من متوسط مستوى سطح البحر.  الارتفاع التقويمي هو واحد من الكيانات الرسمية العلمية لـ «ارتفاع الشخص فوق مستوى سطح البحر»، بالإضافة إلى أنواع أخرى من الارتفاعات في الجيوديسيا.
في الولايات المتحدة، يرتبط المسند NAVD88 الحالي بارتفاع محدد عند نقطة واحدة بدلاً من المتوسط الدقيق لمستوى سطح البحر في أي موقع. وعادة ما تستخدم الارتفاعات التقويمية في الولايات المتحدة للعمل الهندسي، على الرغم من أنه يمكن اختيار الارتفاع الديناميكي لأغراض هيدرولوجية واسعة النطاق. يتم عرض ارتفاعات النقاط المقاسة على صحائف بيانات المسح الجيوديسي الوطني، البيانات التي تم جمعها على مدى عقود عديدة من خلال دقة التسوية بين آلاف الأميال.
وتشمل بدائل الارتفاع التقويمي الارتفاع الديناميكي والارتفاع الطبيعي، وقد تختار بلدان مختلفة العمل بتلك التعاريف بدلاً من القياس العظمي. وقد تعتمد أيضاً تعاريف مختلفة بعض الشيء ولكنها متشابهة لسطحها المرجعي.
وبما أن الجاذبية ليست ثابتة على مساحات كبيرة فإن الارتفاع التقويمي لسطح مستوى غير السطح المرجعي ليس ثابتًا، ويجب تصحيح الارتفاعات التقويمية لهذا التأثير. على سبيل المثال، الجاذبية هي 0.1٪ أقوى في شمال الولايات المتحدة مما كانت عليه في جنوب، وبالتالي فإن سطح المستوى الذي لديه ارتفاع تقويمي (orthometric) من 1000 متر في ولاية مونتانا سيكون 1001 متر في ولاية تكساس.
يجب أن تستخدم التطبيقات العملية نموذجًا بدلاً من القياسات لحساب التغير في إمكانات الجاذبية مقابل العمق في الأرض، لأن الجيوبيد أقل من معظم سطح الأرض
(على سبيل المثال، مرتفعات هيلمرت التقويمي  من NAVD88).
وتعطي قياسات نظام تحديد المواقع العالمي إحداثيات محورها الأرض، وعادة ما تظهر على أنها ارتفاع فوق الإهليلجي المرجعي، والتي لا يمكن ربطها بدقة بالارتفاع التقويمي فوق الجيوبيد دون بيانات الجاذبية الدقيقة لذلك الموقع. وفي الولايات المتحدة، اضطلعت NGS ببرنامج 10 سنوات للحصول على هذه البيانات بهدف إصدار تعريف جديد في عام 2022.